# Remstrup Å
Remstrup Å er en er 2,5 km lang del af Gudenåen. Den løber fra Brassø i syd til Silkeborg Havn i nord, hvor åen løber over stemmeværket under Østergade ved Kammerslusen, og videre ud i Silkeborg Langsø.
Navnet Remstrup er sammensat af drengenavnet Rem og endelsen -strup, der viser, at der er tale om en udflytterby.
56°9′43″N 9°33′37.8″Ø / 56.16194°N 9.560500°Ø